# Bosentan

Bosentan.

Le bosentan est un inhibiteur des récepteurs à l'endothéline utilisée comme traitement de l'hypertension artérielle pulmonaire. Il s'agit, chronologiquement, du premier médicament de cette classe.

## Efficacité
Chez les patients porteur d'une hypertension artérielle pulmonaire, le bosentan améliore les symptômes, la distance de marche et retarde la survenue d'une décompensation, même chez les patients peu symptomatiques. Ces résultats ont été retrouvés en cas de syndrome d'Eisenmenger, d'hypertension artérielle pulmonaire secondaire au virus de l'immunodéficience humaine (VIH) ou d'hypertension porto-pulmonaire.
Aucun effet sur la mortalité n'a cependant été démontré.